# アンドレイ・フリンカ

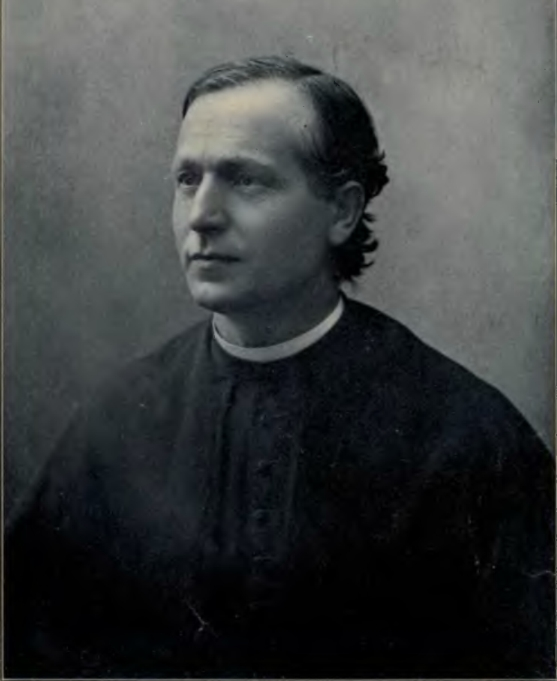

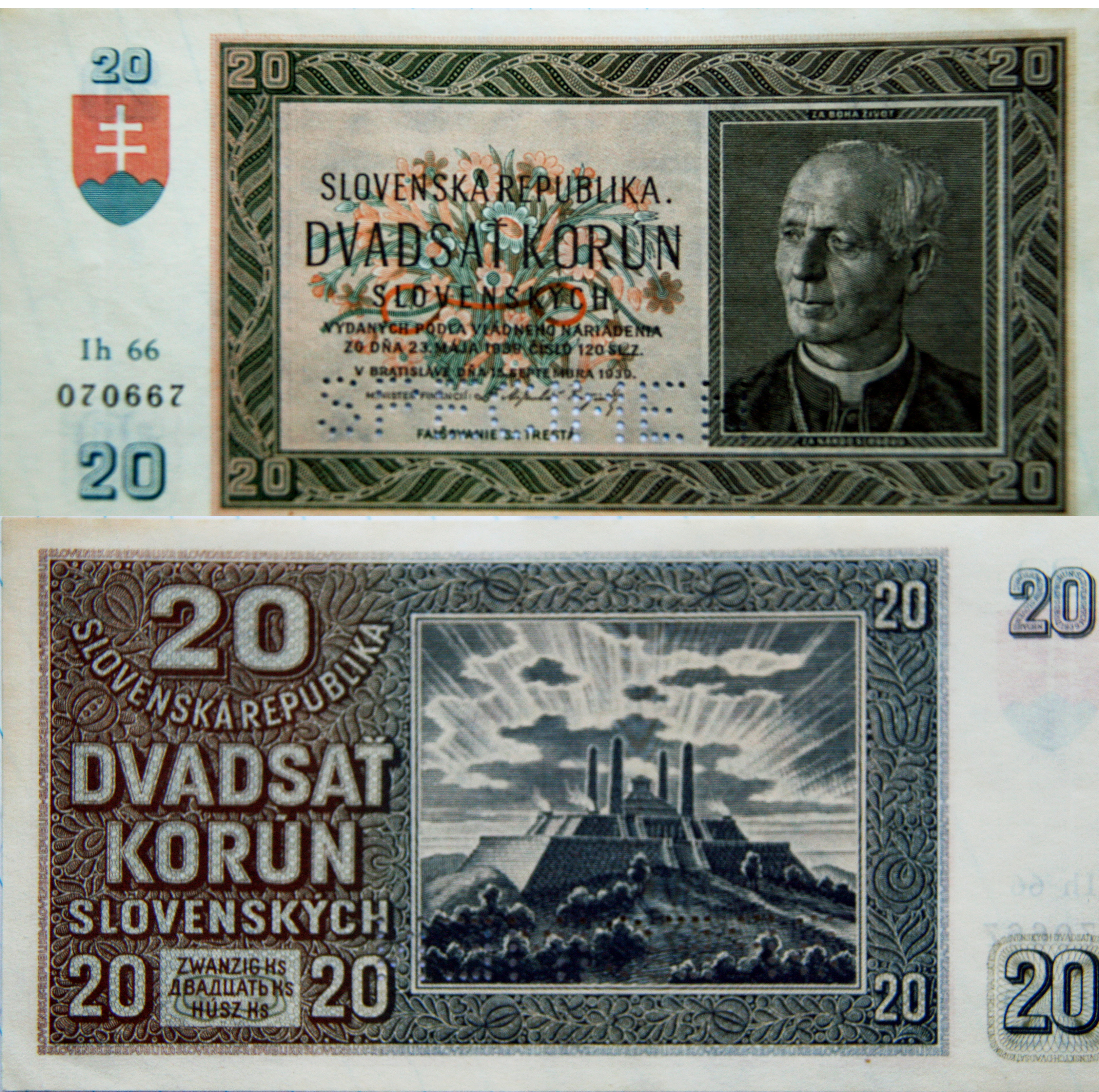
独立スロバキアの紙幣にデザインされているフリンカの肖像

アンドレイ・フリンカ(Andrej Hlinka、1864年9月27日-1938年8月16日）は、スロバキアの政治家、カトリック聖職者。スロバキア人民党の指導者。
スロバキア北部チェルノヴァー（ジリナ県ルジョムベロク）生まれ。スピシュスカー・カピトゥラで神学を学ぶ。1913年、スロバキア人民党の創設に加わり、以後その死まで指導者の地位にあった。ハンガリーの支配から脱却を主張し、1918年にスロバキア国民会議に参加し、チェコと共同国家建国を掲げたマルチン宣言にも署名した。チェコスロバキア建国後、1918年のピッツバーグ協定を根拠にスロバキアの自治要求、またカトリックに基づく教権主義を主張し、下院の議席数（定数300）でみると、12議席（1920年）、23議席（1925年）、19議席（1929年）、22議席（1935年）と、スロバキア地域で一定の支持を得た。
ミュンヘン協定でチェコスロバキア第一共和国が崩壊する2ヶ月前に死去。
1993年から2009年のユーロ導入まで発行されていた1000スロバキア・コルナ紙幣に肖像が使用されていた。

## 注
1. ↑  「自治ブロック」として参加